# バンダイホビーセンター

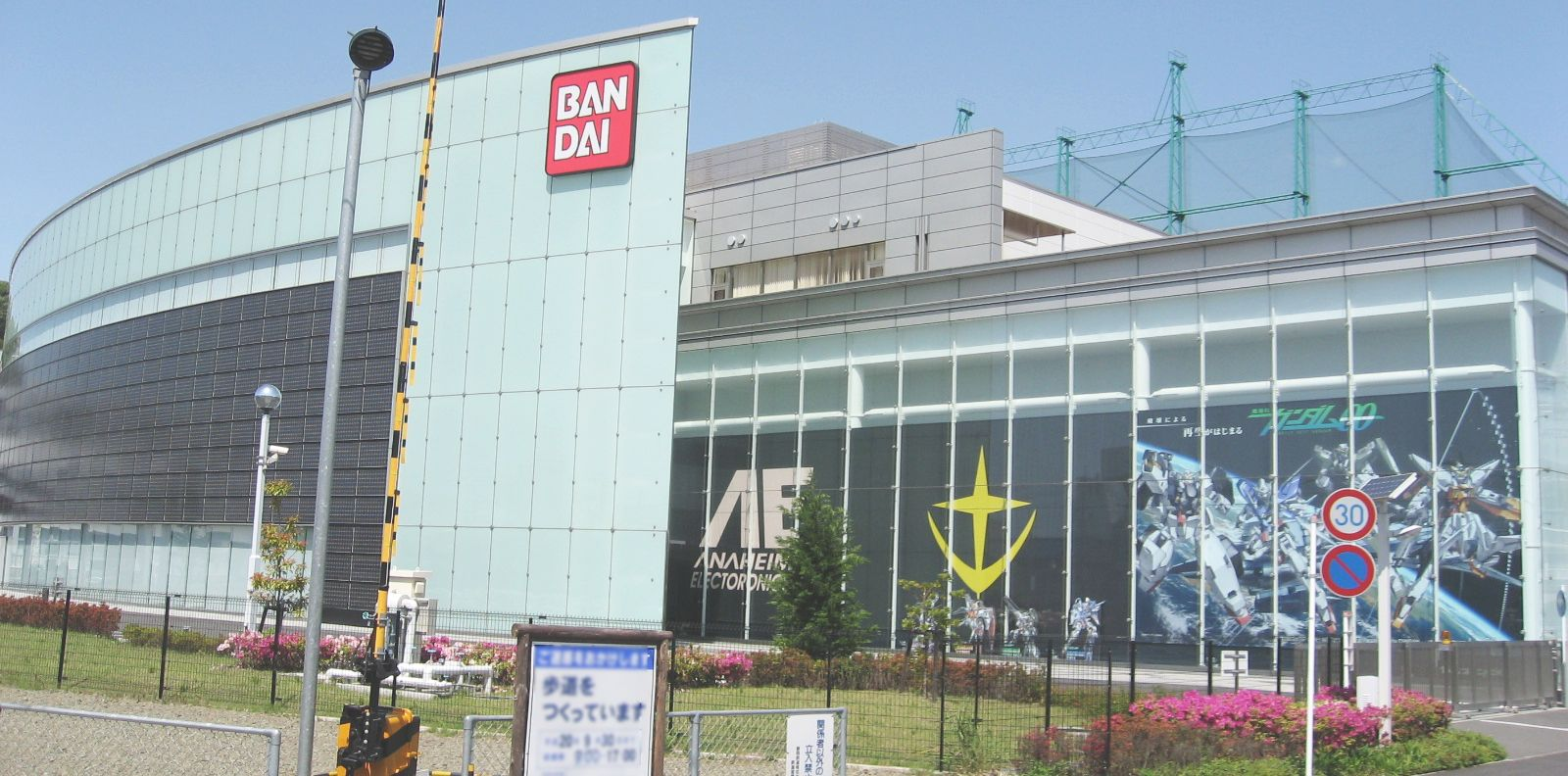
バンダイホビーセンター

バンダイホビーセンター（BANDAI HOBBY CENTER）は、静岡市葵区にあるBANDAI SPIRITS（旧：バンダイホビー事業部）の事業所兼工場。2006年3月1日に旧静岡工場（静岡ワークス）より移転、稼働を開始した。
同社が販売している『ガンダムシリーズ』のプラモデル（ガンプラ）の、国内唯一の製造拠点である。

## 概要
バンダイホビー事業部は元々静岡市清水区にあった静岡ワークスでプラモデルの設計・製造を行っていた。静岡ワークスは当初今井科学の模型工場であったが、今井科学の経営悪化に伴い1969年に同社より建物設備を買い取り、サンダーバードや昆虫等のプラモデル製造を開始。1980年からはガンプラの製造を開始し、以後バンダイのプラモデル事業の最重要拠点として稼働してきた。
2004年、ホビー事業部の佐々木克彦（現ホビー事業部 ホビーセンター長）がホビーセンター建設構想を社内で取りまとめ会社に提案した。提案の目的は、拠点の集約化を行って生産・改善（例えばクレームに対応した改善など）等のスピードアップを図るとともに、社員のコミュニケーションを深めることであった。提案は承認され、翌2005年に日東紡静岡工場跡地である現在地を静岡県土地開発公社より取得、建設が開始される。
2006年2月、バンダイホビーセンターが竣工し静岡ワークスの移転と同時にそれまで別建物だった成形工場、金型工場といった製造工場を全て集約した。併せて製造ラインもほとんどが自動化され、製造効率の向上が図られている。
建物内にある製造ラインには東芝機械（現・芝浦機械）と共同開発した、世界で唯一の4色多色射出成形機が17台配備され稼働している。この多色射出成形技術はバンダイの特許となっている。ちなみにこの成形機が1/60プラモデルとして販売された。また高性能な光造型機など新たな機材も導入されている。
バンダイナムコグループの再編に伴い、2018年4月1日に、バンダイから新会社「BANDAI SPIRITS」へ移管された。
現在はBANDAI SPIRITSが展開するプラモデルの企画・開発・試作・製造をこの建物内で一貫して行っている。なお単色の成形は近隣の協力会社に委託されることもある。

## 特徴
国内唯一のガンプラ製造拠点として、『機動戦士ガンダム』の世界観を随所に取り入れている。一例として、建物外壁の高さは初代ガンダムの（設定上の）高さと同じであり、壁面には同作品に関わるエンブレムやイラスト等が掲出されている。製造ラインにおいても、プラモデルの部品を製造する射出成型機はホワイトベース（3台のみ黒い三連星を模したドム）、自動搬送機はザクやシャア専用ザクを模した装飾がそれぞれ施されている。
従業員は全員地球連邦軍の軍服を模した作業服を着用しており（企画設計は白系、工場勤務は紺系）、袖には社内の役職に応じて11種類設定された階級章や、技能指導者を示すワッペンが付けられている。
他にもガンダムへのこだわりが徹底しており、同作品のファンや特にガンプラの愛好者からは「ガンプラの聖地」と呼ばれることもある。またアニメ『ケロロ軍曹』に登場する「ガンプラ工場」は、静岡ワークスやバンダイホビーセンターがベースとなっている（ただし作品中に登場する建物はフィクション）。
世界観へのこだわりだけでなく、環境対策にもこだわった造りとなっており、壁面に太陽光発電パネルが埋め込まれて施設の電力の一部を賄っているほか、雨水や地下水の再利用システム、ゼロ・エミッションの実践など徹底して環境負荷低減に取り組んでいる。
施設の一部は見学できるようになっており、1階エントランスには1979年からホビー事業部で発売したプラモデルの展示コーナー、2階は実際の製造ラインが見学できる通路や店舗の陳列サンプルが設置されているプロモーションルーム、過去の貴重な資料が展示されているアーカイブコーナー、3階は実際に従業員が勤務している事務室や試作用の光造型機「エデン」などを見ることができる。見学は日時、定員指定の完全予約制であるため、毎回見学希望者が多数に上り抽選になるほどの人気となっていた。COVID-19の影響により、2019年10月から工場見学は中止しており、2024年時点でも再開していない。
2008年5月17日 - 18日に開催された第47回静岡ホビーショーに合わせてパブリックビューイングと題し、2日間限定で初めて1階および2階の一部の見学コースが一般開放された。翌年の2009年5月16日 - 17日も第48回静岡ホビーショーに合わせて一般開放されたが、2010年以降は行われていない。
2015年時点での生産能力は1日で1万個の商品とされる。
2018年現在、ガンプラの金型は全て保管されており、最初の製品であるガンダムの金型も良好な状態が保たれている。

## 新館
2020年12月1日からバンダイホビーセンター敷地内で稼働した工場。成形建屋。多色成形機6台を増設、建設計画時（2019年）の約1.4倍の生産が可能となる。

## 新工場
BANDAI SPIRITSはより安定的な生産体制確保を目的とし、2022年4月28日に隣接する約4,506坪の土地を取得、新工場を建設。
2025年7月24日、新工場「BANDAI HOBBY CENTER PLAMO DESIGN INDUSTRIAL INSTITUTE」が稼働した。

## 敷地
2020年11月 新館新設時点
- 全体敷地面積：12,261㎡
- 延床面積：「本館」8,767㎡（3階建て）・「新館」1,488㎡（平屋）
- 従業員数：133名（請負含め従事者：167名）（2020年11月現在）
- 多色成形機台数：35台（電動25台/油圧10台） ※グループ会社貸与含む

## アクセス
- 静岡鉄道静岡清水線長沼駅より徒歩0分
- JR東海東海道本線東静岡駅より徒歩8分